# Египетска революция (2011)
Протестите в Египет от 2011 г., наричани Пъпешова революция и Революция на младежта, са поредица от улични протести, демонстрации, с прояви на гражданско неподчинение, започнали от 25 януари 2011 г., когато в Египет по примера на въстанието в Тунис се събират огромни протестни тълпи, организирани от Младежко движение „6 април“.
Твърди се, че демонстрациите и бунтовете са в отговор на полицейското насилие, законите на извънредно положение, безработицата, ниската минимална работна заплата, липсата на жилища, повишението на цените на хранителните продукти, липсата на свобода на словото и лошите условия на живот.
Основната им цел е политическа: свалянето на президента Хосни Мубарак от власт, който управлява от 30 години.
Единичните протести са често явление в последните години в Египет. Големите демонстрации и бунтове започват на 25 януари, наречен „Денят на гнева“, когато започва огромен протест, организиран от опозицията и други групи в Египет чрез група във Фейсбук. Протестите от 2011 г. са наричани „невиждани“ в Египет и „най-голямата проява на народното недоволство в последните години“, а репортер на The Guardian нарича Кайро „военна зона“. За първи път египтяни от всички слоеве и различни професии протестират едновременно. Това са най-големите демонстрации в страната след тези от 1977 г., наречени „Хлебната интифада“ или, според тогавашния президент Ануар Садат, „Интифадата на крадците“.
Заради протестите всеки ден от 28 януари нататък има обявен полицейски час, но той не се спазва от протестиращите. Правителството блокира социалните мрежи Фейсбук, Туитър и Ютуб, след което и всички интернет услуги в цялата страна. След това са блокирани и телекомуникационните услуги. Към 29 януари услугите отново са пуснати. Започва сформиране на ново правителство начело с Ахмад Шафик.
Към 30 януари жертвите на протестите са поне 297 демонстранти, 12 полицаи, 12 избягали полицаи и един началник на затвор. 750 полицаи и 1500 протестиращи са ранени. Над 1000 души са арестувани.
На 11 февруари 2011 г. Хосни Мубарак подава оставка и предава властта на военните.

## Предпоставки

### Извънредният закон
Египет е полупрезидентска република по форма на държавно управление според Извънредния закон (Закон 162 от 1958 г.) и е такава от 1967 г. насам, с изключение на няколко прекъсвания през 80-те години на XX век. Според закона на полицията са дадени големи правомощия, конституционните права са ограничени и е въведена цензура. Законът строго забранява всяка неправителствена политическа дейност: улични демонстрации, непризнати политически организации и нерегистрирани дарения. Около 17 000 души са осъдени според този закон, а над 30 000 са в затвора по политически причини. Извънредното положение позволява на властта да вкарва в затвора хора за неопределен период от време, често без видима причина, без съд и присъда. Правителството продължава да твърди, че ако позволи парламентарни избори, не конфискува имуществото на групи като Мюсюлманското братство и не задържи основните им водачи, действия, почти невъзможни без извънредно положение и зависимост на съдебната система, такива групировки ще завземат властта. Демократично настроените египетски адвокати оспорват това становище, защото то е срещу принципите на демокрацията, като например правото на честен съдебен процес на гражданите и тяхното право да гласуват за кандидата или партията, която те искат да управлява страната им.

### Полицейско насилие
Халед Мохамед Сеид загива при неизяснени обстоятелства в района Сиди Габер, Александрия на 6 юни 2010 г. Много свидетели твърдят, че са видели как полицаи пребиват Сеид до смърт.
На 25 юни Мохамед ел Барадей, бивш председател на Международната агенция за атомна енергия, води беседа в Александрия срещу произвола на полицията и посещава семейството на Сеид, за да изкаже съболезнования.
Твърди се, че полицията често прибягва до насилие срещу граждани. Един полицай е казал на протестиращ, че му остават само още три месеца служба и после „ще застане от другата страна на барикадата“.

### Управлението на Мубарак
Президентът Хосни Мубарак управлява Египет след 1981 г. Властта му е критикувана силно от неправителствените организации. Подкрепата му за мирните преговори в Израелско-палестинския конфликт го правят съюзник на Запада, като страната получава помощи от 1,3 милиарда щатски долара годишно от САЩ. Управлението му е възхвалявано заради поражението над ислямистките организации. Поради това САЩ заглушават критиките срещу президента заради произвола му, а народните надигания в страната рядко се появяват като важни новини в американските медии.

### Корупция
Докато Мубарак е на власт, корупцията в приближените му кръгове се увеличава силно, поради увеличените правомощия на институциите, нужни да осигурят дългото му управление. Тази корупция води до задържането на важни политически фигури и млади активисти, създаването на незаконни затвори и уволняването на служители в университети, джамии и журналисти във вестници заради политическите им наклонности. Също така всеки полицай може по всяко време да се меси в личния живот и да задържа всеки гражданин в района си поради извънредното положение.
През 2010 г. Прозрачност без граници в своя Индекс по разпространението на корупцията дава на Египет 3.1 пункта, като при 10 е най-слаба корупция и 0 е най-силна. Египет 98-и от 178 държави според индекса.

### Икономическа политика
Около 40% от 80-те милиона жители на Египет живеят с по-малко от еквивалента на 2 щатски долара (2,80 лв.) и много от хората разчитат на доброволни помощи.

### Парламентарни избори от 2010 г.
Парламентарните избори от декември 2010 г. протичат заедно с медийно затишие, арести, забрана на някои кандидати (особено Мюсюлманското братство) и измами на вота, които допринасят за пълната победа на управляващата Национална демократична партия.

### Терористичен акт в Александрия
Рано на Нова година 2011 г. бомба избухва пред църква в Александрия, убивайки 23 копти християни. Вероятен извършител е базираната в Ивицата Газа Ислямска армия. В отговор на атентата много християни започват протести по улиците, а по-късно към тях се присъединяват и мюсюлмани. След сблъсъците с полицията, някои демонстранти в Александрия и Кайро започват да издигат лозунги за свалянето на Мубарак от власт.

## Протести

### 25 януари – Денят на гнева
На 25 януари 2011 г., известен и като Денят на гнева (на арабски: يوم الغضب, Джум ел-Ядаб) или Денят на бунта, протести започват в няколко града, включително Кайро, Александрия, Суец и Исмаилия. Протестиращите в Кайро се събират пред Върховния съд в центъра на Кайро, като протестите съвпадат с Деня на египетската полиция. Демонстрацията пред Върховния съд се оказва по-голяма от очакваното и за първи път успява да разбие полицейския кордон и да тръгне към площад Тахрир.
Полицай загива в Кайро, както и двама протестиращи в Суец. В Кайро полицията използва сълзотворен газ и водни оръдия, за да разпръсне демонстрантите, които отвръщат с камъни и накрая ги отблъскват.
Хиляди протестират в Кайро, като 15 000 са само на площад Тахрир, 20 000 на различни места в Александрия, 200 в южния град Асуан, 2000 в Исмаилия на изток и около 3000 в северния град Махала.

### 26 януари
На 26 януари продължават бунтовете, като хиляди души протестират, макар че няма точни изчисления. Има повече инциденти с насилие и от двете страни, като един полицай и един протестиращ са убити в Кайро. Вълненията в Суец са кървави, много стават живи торпили и двете страни дават жертви. Демонстрантите в Суец успяват да подпалят някои държавни учреждения, включително и полицейското управление. Най-накрая полицията отстъпва от Суец, но на нейно място застава армията.

### 27 януари
Протестите не са чак толкова мащабни, колкото на 25 януари, тъй като се подготвя ново голямо въстание на 28 януари. Мюсюлманското братство обявява пълна подкрепа към протестиращите и неговите членове обещават участие в протестите в петък. Реформаторът и лидер на опозицията Мохамед ел Барадей обещава да се завърне в родината си за протестите на 28-и. Той също така обещава да заеме поста на президент временно, ако на Хосни Мубарак се наложи да напусне Египет.
По-късно същия ден протестиращ бедуин е застрелян от полицията в област Северен Синай, при което жертвите на протестите стават седем.
В Суец продължават мащабните протести и конфликтите, като още няколко сгради са запалени, включително и полицейски постове. Населението на Суец и околностите в Синай е въоръжено с огнестрелни оръжия и в региона се наблюдават бунтове на въоръжени демонстранти.
Жертвите стават поне осем, защото убийството на един човек от полицията е заснето на видеолента. Убитият е 22-годишният Мохамед Атеф, протестиращ в Шейх Зоуейд.

### 28 януари – Петъкът на гнева
В същата група във Фейсбук, където са насрочени протестите на 25 януари, са организирани нови на 28 януари, наречен Петъкът на гнева (на арабски: جمعة الغضب). който да бъде денят на революцията и призовава един милион души да се присъединят към „похода на милионите“. Часове преди очакваните антиправителствени протести египетските власти спират интернет, макар че все пак може да се осъществява комуникация по алтернативни начини, около 1:00 ч. местно време в Кайро. SMS-услугите и мобилните телефони също са спрени. Всички мобилни оператори са принудени да спрат услугите си в определени райони. По закон египетските власти могат да издадат такава разпоредба и мобилните оператори са задължени да я изпълнят.
Около 15 минути след петъчната молитва, десетки хиляди египтяни започват да протестират и за няколко часа броят им достига стотици хиляди. Потенциалния кандидат за президент Мохамед ел Барадей се завръща в Кайро, и заявява намерението си да се присъедини към демонстрациите. Той повежда протестите в Гиза. На 28 януари Ел Барадей е арестуван на антиправителствена беседа и е поставен под домашен арест.
Полицията използва сълзотворен газ срещу тълпите след жестоките сблъсъци между властите и демонстрантите в петък. Потвърдено е, че сега протестиращите са стотици хиляди и почти всички, ако не и всички градове са засегнати от тях. Хиляди души в Суец щурмуват полицейското управление в града и освобождават всички затворници там. В Порт Саид се събират множество демонстранти и са запалени много държавни учреждения. Поне един човек е загинал в Суец на този ден от полицейски куршум. Правителството определя и полицейски час между 6 и 7 ч. преди обед, но протестиращите не го спазват въпреки опитите на полицията да го наложи. Вечерта протестиращите в Кайро запалват един от щабовете на управляващата Национална демократическа партия (НДП) в града. Въпреки че протестите спират за вечерните молитви, полицията продължава да пръска със сълзотворен газ.
Египетското правителство изпраща армейски части в Кайро, Александрия и Суец на помощ на полицията. Забелязани са случаи, при които войници и протестиращи се усмихват и си махат, а армията не предприема никакви действия. Протестиращи и войници заедно защитават Египетския музей, разположен зад изгорения щаб на управляващата партия.
Делегация, оглавена от началника на генералния щаб на Египетските въоръжени сили, генерал-лейтенант Сами Хафез Енан, пристига във Вашингтон. Те се срещат с асистент-секретаря по поддържане на националната сигурност на САЩ Алигзандър Вършбоу. Планираната среща с адмирал Майк Мълън, председател на Обединения комитет на началник-щабовете, е отложена за 2 февруари. Виждайки ситуацията в Египет обаче, делегацията напуска Вашингтон и се връща вкъщи на 28 януари.

### 29 януари
Мащабните и широко разпространени протести продължават, като основният призив е: „Падай, Мубарак!“. Някои пеят също „народът и армията – в съюз!“, тъй като положението на армейските части в протестите е не съвсем ясно, макар и много важно. Около 1 – 2 ч местно време около 50 000 души се събират на площад Тахрир, 10 000 в Кафр-ал-Шейх и още много на различни места в Египет. Към 1:00 е обявен войскови час в големите градове от 4:00 до 8:00. Полицейският час от предния ден от 6:00 „е нямал почти никакъв ефект“ според Ал Джазира Инглиш и на площад Тахрир е продължавало събирането на тълпата демонстранти. Протести има и пред сградата на Министерството на вътрешните работи, където трима души са убити в опит да щурмуват сградата.
Според репортерите протестиращите са по-надъхани от предишните дни и дори празнуват края на Мубарак, макар че няма ясни следи за неговото наближаване. Въпреки вечерния час никой не се опитва да ги спре. Очевидец разказва през Ал Джазира, че са се събрали мъже и жени от всякакви възрасти. Известни са и случаи на обири, но по улиците на Кайро няма полиция. Налице е и опит да се обере Египетският музей, но хората са защитавали „безценните артефакти“. В музея са открити поражения по предметите, включително две плячкосани мумии. Достъпът до пирамидите в Гиза е забранен заради протестите, но се твърди, че атмосферата в курорта Шарм ел-Шейх по крайбрежието на Червено море е спокойна.
Очевидци твърдят, че „партийни крадци“, свързани с Централните сили за сигурност, използващи оръжия, собственост на правителството, извършват обири в Кайро. Новинарски екип в Александрия на телевизия „Ал-Арабия“ е информиран по телефона от свидетел, че група хора е хванала няколко въоръжени цивилни при опита им да нахлуят в местна банка и след разследване е установено, че хванатите цивилни всъщност са част от „Египетската тайна полиция“, на които е заповядано да предизвикат хаос. Емад Гад, анализатор в Център за политически и стратегически изследвания Ал Ахрам твърди, че е получил информация от достоверен източник, че „има заповеди от най-високо ниво да се освободят осъдените за тежки престъпления от затворите, да се въоръжат и да им се нареди да се спречкват с протестиращите“.
В Бени Суеф, южно от Кайро, 17 демонстранти са застреляни от полицията при опита им да щурмуват две полицейски управления в града. Там са убити и осем протестиращи. Други осем са убити при сблъсък на затворници, опитващи се да избягат, с полицията в затвора Абу Забал. Според Ройтерс тези смъртни случаи правят бройката на убитите 100, но те не могат да бъдат напълно потвърдени.
На 29-и са забелязани танкове по улиците на Суец. На уплашените 300 000 полицаи, а после и на армейски части, е заповядано да овладеят уличните боеве. Протестиращите вземат складираните вътре оръжия и запалват едно полицейско управление, без да предупредят намиращите се вътре полицаи.
В град Рафах, в Синай, 3 полицаи са линчувани.

### 30 януари
Хиляди демонстранти на площад Тахрир не се съобразяват с вечерния час за втора нощ на 29 януари. Късно през нощта войски и бронирани машини са изпратени да пазят ключови места в Кайро, например гари, големи държавни учреждения. Армията няма достатъчно капацитет да патрулира кварталите, затова населението сформира групи, въоръжени с пистолети, тояги и ножове, за да хваща обирджии и крадци на банки. Голямо армейско присъствие, но никаква полиция, се наблюдава и в Суец.
Към 6:00 площад Тахрир е относително тих, протестират само няколкостотин души. Рано сутринта там са регистрирани 3 – 5000 души, включително и стотици държавни съдии, което се случва за първи път. На войските е наредено да стрелят, но те отказват, защото предназначението им е „да защитават хората“. Според Al Jazeera Arabic армейски командир обявява пред протестиращите, че няма да се стреля. Хеликоптери наблюдават протестите, а изтребители често прелитат над централния площад.
Мохамед Хусейн Тантауи, министър на отбраната на Египет и главнокомандващ Египетските въоръжени сили, е забелязан заедно с протестиращите на площад Тахрир, в центъра на Кайро. В 18:30 Мохамед ел Барадей пристига на централния площад и обявява пред тълпата, че „направеното досега не може да се върне“ и че „силно призовава режима да се оттегли“. По това време Мубарак се среща със своите войскови командири.
Ал Джазира докладва, че 34 членове на Мюсюлманското братство са освободени от затворите, след като надзирателите им напускат постовете си. Организацията подкрепя твърдо Ел Барадей и го призовава да сформира правителство. Към него има и призиви да приеме поста на президент.
Египетската централна банка обявява, че всички банки и стокови борси остават затворени до 30 януари. Президентът Мубарак дава мандат на министъра на гражданската авиация Ахмад Шафик да сформира правителство. Шафик, силно лоялен към партията, е спряган за наследник на Мубарак заради политическата си способност да заеме поста.

### 31 януари
През нощта на 30/31 януари Кайро е по-спокоен и има по-малко сигнали за кражби от предишните дни.
Стотици хиляди души продължават да протестират в градовете на Египет, като само в Кайро са 250 000. Демонстрант е застрелян в Абу Симбел, а още войска е изпратена да охранява Суецкия канал. За първи път по време на протестите има демонстрации в подкрепа на Мубарак, в които участват поне 1000 души, най-вече от кварталните патрули. Мохамед ел Барадей отново протестира заедно с хиляди души на площад Тахрир. Той обявява пред тълпата, че „направеното вече не може да се върне“, визирайки протестите от последните дни. Националната асоциация за промяна, обединение между някои опозиционни групи, включително Мюсюлманското братство и някои продемократични групировки, избира Ел Барадей да преговаря в Мубарак.
След като полицията се оттегля от Кайро и войската заема там ключови позиции, връзките между армията и настоящата управленска система (правителствени и икономически кръгове) и нейното положение стават все по-важни. Въпреки това висшите генерали, водени от Тантауи, заповядват на армията да не използва насилие срещу протестиращите, които настояват за демократични промени, защото самата Ѝ цел е да защитава „великия египетски народ“. Армейското командване заявява в обръщение:
| „ | Въоръжените сили нямата да стигат до използване на сила срещу нашия велик народ. Вашата армия се интересува от вашите искания и ще бъде отговорна да пази страната и нейните граждани, тоест всеки трябва да е свободен да изразяване на мнението по мирен начин. | “ |

Няколко големи затвора в Египет са нападнати и така законът и редът в страната стават все по-слаби. Престъпността продължава да бъде висока, обирджии запалват търговския център „Аркадия“ в Кайро. EgyptAir отказва всички далечни и вътрешни полети, а полет от Лондон до Кайро е пренасочен за Атина заради бомбена заплаха.
В много градове има индустриални стачки, сред които е и Кайро. Заводите на японската компания Нисан в Египет спират производство, за да осигурят на работниците си безопасност по време на протестите, но заводите на корейската компания Хюндай продължават да работят.
Захи Хауас, археолог и египтолог, е избран от Мубарак в новосъставеното правителство на 31 януари като министър на антиките, пост, създаден за първи път. Хауас заявява в личния си блог, че „всички повредени обекти ще бъдат реставрирани и реставрационният процес ще започне още тази седмица“. В медийно интервю той отхвърля сравнения с Ирак и Афганистан и изключва възможността за повече охрана на антиките.

### 1 февруари – Походът на милионите
На 1 февруари опозиционните лидери призовават за протест на един милион души, наречен Походът на милионите (на арабски: مسيرة مليون, приблизително произношение: масират мильон), започващ от площад Тахрир и свършващ при президентския дворец в Хелиополис. Египетските сили за сигурност укрепват двореца с няколко реда бодлива тел, за да предотвратят нахлуването на протестиращи вътре.
Според египетски правителствени медии броят на протестиращите в Кайро е хиляди. БиБиСи твърди, че броят на хората на площад Тахрир е „над 100 000 до най-много 250 000 – максималният капацитет на площада“. Полицейски източници заявяват, че само в Кайро има над 500 000 демонстранти. Според „Ал Джазира“ над 1 милион души се събират в Кайро следобед, а по-късно през деня броят им стига до 2 милиона.
Подобни протести стават навсякъде в Египет, като стотици хиляди протестират в Александрия и 250 000 души в Синай и Суец, което е най-големият протест от осем дни насам. Междувременно във Фейсбук е проведен виртуален „Поход на милионите“ с цел да се съберат един милион гласа в подкрепа на протестите в Египет.
Секретарят по човешките права на ООН Нави Пилай обявява, че над 300 души са убити и 3000 души са ранени по време на протестите, макар че тази информация остава непотвърдена. Междувременно банките са затворени, което създава трудности на хората да купуват хранителни продукти и да теглят кредити. Цените скачат до небето заради наплива от купувачи в малкото отворени магазини. Министър-председателят на Турция Реджеп Ердоган призовава Мубарак да обърне внимание на желанието на народа си за промяна.
Късно вечерта (23:00) президентът Мубарак обявява, че няма да се кандидатира за следващ мандат на предстоящите президентски избори. Той заявява, че ще остане на поста си, за да осигури мирен преход към следващите избори, запланувани за септември 2011 г. и обещава да направи някои политически реформи. Също казва, че ще нареди на египетските власти да преследват „престъпниците“ и да „разследват тези, причинила хаоса в полицията“. Мубарак заявява, че мирните протести са се превърнали в „отчаяни сблъсъци, дирижирани от политически сили, които искат само да влошат положението“. Той призовава парламента да промени продължителността на президентския мандат и условията за кандидатиране за президент. Той също приема обвиненията срещу много членове на парламента, които ще бъдат съдени чрез съдебен процес и сменени.
В миналото Мубарак е казвал, че ще служи на Египет до последния си дъх. В речта си на 1 февруари 2011 г. той обявява:
| „ | Тази мила страна... е там, където съм живял, бил съм се за нея и съм защитавал територията, независимостта и интересите ѝ. На нейна земя ще умра. Историята ще ме съди, както е правила и с другите. | “ |

Тълпите продължават да протестират на площад Тахрир, настоявайки президентът да подаде оставката си. Счита се, че речта на Мубарак е станала след като се среща със специалния пратеник на американския президент Барак Обама – Франк Уизнър, който му казва, че вижда края на неговото управление и го призовава да подготви мирен преход към истинска демокрация.

### 2 февруари
В нощта на 1/2 февруари поддръжници и противници на Мубарак се сблъскват в Александрия, регистрирани са и изстрели във въздуха. В Кайро много от протестиращите решават да спят на площад Тахрир и да чакат още хора да се присъединят към тях.
Към обед местно време достъпът до интернет е донякъде възстановен и вечерният час е съкратен. Вместо от 15:00 до 8:00 на следващия ден, той е от 17:00 до 7:00 на следващия ден.
Армията призовава протестиращите да се приберат по домовете си с думите: „Върнете се вкъщи, ако искате стабилността да се върне“. Държавната телевизия се обръща към демонстрантите: „Трябва да си тръгнете от площад Тахрир веднага. Имаме информация, че войнствени групи се насочват към площада с бомби, целейки да го подпалят!“
Народната демократична партия изпраща много хора да протестират в подкрепа на Мубарак. Забелязани са и полицаи, които подкупват обикновени граждани да нападат протестиращите. Провокатори, наети от египетското правителство, яздещи коне и камили и въоръжени с мечове, камшици, тояги, камъни, прашки и джобни ножчета, нападат антиправителствените протести в Кайро, включително и тези на площад Тахрир. Твърди се, че наемници в цял Египет изселват чужденците. Също така някои от поддръжниците на Мубарак са бивши или прикрити полицаи. Живи репортажи на Ал Джазира показват поддръжници на режима, които носят полицейски баджове, в центъра на сблъсъците и стрелби на площад Тахрир.
Протестиращите срещу Мубарак използват Коктейли Молотов. В Египетския музей избухва димка, поддръжници на Мубарак заснемат хвърляне на камъни и димки от хора върху сгради към демонстранти на земята. Според здравния министър на Египет 5 души са убити и 836 са ранени. В Александрия и Порт Саид също има сблъсъци.
Репортерът на CNN Андерсън Купър е нападнат от поддръжници на Мубарак. Такава група атакува и репортера на Ал-Арабия Ахмед Багато, който е искал да покаже тормоз на поддръжници над противници. Западните медии вече вземат насериозно възможността в Египет да избухне гражданска война между двете групировки, което се обуславя от ескалацията на насилието, което дотогава е ранило хиляди души.
Генералният секретар на ООН Бан Ки Мун осъжда насилието и призовава за реформи, а еврокомисарят по външните работи Катрин Аштън казва, че насилието трябва да спре и Мубарак трябва по-често да показва на народа, че желанията му ще се сбъднат.
Министър-председателят на Великобритания Дейвид Камерън и Белият дом осъждат насилието, а Държавният департамент на САЩ призовава за примирие въпреки хаоса. Американският президент Барак Обама обявява, че преходът към демокрация трябва да започне веднага. Немският външен министър Гидо Вестервеле и френският президент Никола Саркози призовават за мир, а турският министър-председател Реджеп Ердоган насърчава протестиращите. Израелският министър-председател Бенямин Нетаняху заявява, че се съмнява в новото правителство:
| „ | Аз съм сигурен, че хората, които искат промени и демократизация на Египет, също искат по-силен мир между Израел и Арабския свят. Но това още не е станало. Борбата още не е намерила изхода си... Ние трябва да направим всичко възможно, за да възтържествува накрая мирът. | “ |

Мубарак отказва да подаде оставката си въпреки международните призиви. Министърът на финансите Самир Радуан казва, че правителството трябва да е „отворено за дискусии с всички политически мнения“. По-рано армията заявява по телевизията:
| „ | Вие започнахте, като излязохте на улицата и казахте какво желаете и вие сте единствените, които могат да възвърнат нормалната ситуация. | “ |

Али Гомаа, главен мюфтия на Египет, заявява:
| „ | Аз поздравявам президента Мубарак, който предложи преговори и отговори на желанията на хората. Беззаконието е забранено. Това предвещава хаос. Ние подкрепяме стабилността. Сега е пълен хаос, който преминава към гражданска война. Аз призовавам всички родители да забранят на децата си да излизат от къщи. | “ |

Бивш генерал от разузнаването заявява, че Мубарак няма никакви основания „да запали страната“.
Мохамед ел Барадей призовава армията да се намеси. Той също обещава на Мубарак „спокойно изнасяне“ през Деня на заминаването в петък и заявява, че „днешното насилие показва престъпен режим, който е загубил всички скрупули. Да се опитваш да нападаш мирни демонстранти са крадци... Малко са думите, които биха оправдали такова нещо и смятам, че това още една причина да искаме оставката на президента.“ Коалиция от опозиционни партии урежда преговори с новото правителство. Ел Барадей обаче заявява, че няма да говори с никой представител на правителството, дори и вицепрезидента Омар Сулейман, докато Мубарак не си подаде оставка.

### 3 февруари
На 3 февруари египетската армия с бронетехника започва операция за разделяне на противниците и привържениците на президента Хосни Мубарак. Най-малко четири танка са изпратени да прочистат от привърженици на режима шосето, водещо до площад Тахрир.

### 4 февруари – Петъкът, в който той ще си замине
На 4 февруари протестите с искане оставката на Мубарак продължават под наслова „Петъкът, в който той ще си замине“. Самият Мубарак заявява в свое интервю за американски телевизионен канал, че е готов да се оттегли от поста си незабавно. В същото време обаче той заявява, че ще остане на своя пост, защото се страхува, че оставката му ще доведе до нестабилност и размирици в Египет.

### 5 февруари
На 5 февруари неизвестни лица взривяват газопровод в Ел-Ариш, необходим за доставянето на природен газ за Израел. Египетската телевизия обявява, че взривът е извършен от „терористи, които са се възползвали от нестабилната ситуация в страната“. В същия ден кортежът на Омар Сюлейман е нападнат. Вицепремиерът остава невредим, но загиват двама от неговите телохранители. Според „Фокс Нюз“ Омар Сюлейман има „проблеми с имиджа си заради предишния си пост като шеф на разузнаването на режима на Мубарак“.

### Градове

#### Суец
Най-кървави са протестите в Суец. Три от седемте официално потвърдени смъртни случаи са се случили там. Показания на очевидци предполагат доста по-голям брой жертви в т.нар. „клане“. Тези показания обаче не могат да се потвърдят, защото властите са забранили медийно отразяване на събитията в Суец. Някои източници наричат Суец „египетският Сиди Бузид“ (градът, в който започва Тунизийското въстание).

### Жертви

#### Арести
Активисти за човешки права твърдят, че полицията е задържала множество демонстранти на 25 януари. 25 души са арестувани в Асют според Гамал Еид, директор на Арабска мрежа за информация за човешките права. Той също съобщава, че властите са иззели плакати, издигани от протестиращите. Източници на агенциите за сигурност показват, че в Асют 50 младежи са арестувани в нощта преди 25-и и са натоварени на полицейски камиони. Освен това източници на Мюсюлманското братство твърдят, че много членове на организацията са арестувани в Мохадесин на път към демонстрация.
Айман Нур, лидер на опозиционната партия Ел-Гад е отведен със сина си в неотбелязана кола. Силите за сигурност в Кайро са арестувани Джак Шенкър, репортер на „Гардиън“, който тайно описва своето пътуване в полицейски ван. Шенкър е бит няколко пъти заедно с други протестиращи, след което те са качени на камиони на полицията. Той е натъпкан с още 43-ма души във возилото, като единственият им приток на чист въздух е от дебелите метални решетки. Те пътуват часове наред, а един от тях, който страда от диабет, изпада в кома. Другите отчаяно се опитват да накарат шофьора да спре. След като спират край полицейско управление извън града, полицая повиква един от затворниците, син на Айман Нур. Задържаните успяват да победят полицая и да избягат. Сигнализират на минаващите коли да откарат мъжа в безсъзнание и успяват да стигнат до Кайро.

#### Загинали
В Египет са регистрирани поне шест опита за самозапалване, включително и на мъж, арестуван при опит да се самозапали в центъра на Кайро. Четири от тях са успешни:
|   | Име                      | Местоживеене | Дата на самозапалването | Статус                     | Източници       |
| - | ------------------------ | ------------ | ----------------------- | -------------------------- | --------------- |
| 1 | Абду Абдел-Монейм Джафар | Ел-Канатир   | 17 януари 2011 г.       |                            | [ 163 ] [ 164 ] |
| 2 | Мохамед Фарук Хасан      | Кайро        | 18 януари 2011 г.       |                            | [ 165 ]         |
| 3 | Ахмед Хашим ал-Саид      | Александрия  | 18 януари 2011 г.       | Умрял на 18 януари 2011 г. | [ 166 ] [ 167 ] |
| 4 | Мохамед Ашур Сорур       | Кайро        | 18 януари 2011 г.       |                            | [ 168 ]         |

По време на протести на 28-и броят на жертвите се увеличава с 54 убити и хиляди ранени.
| Град                 | Убити |
| -------------------- | ----- |
| Александрия          | 23    |
| Суец                 | 15    |
| Кайро                | 15    |
| Регион Северен Синай | 1     |
| Шейх Зоуейд          | 1     |
| Асуан                | 0     |
| Другаде              | 0     |

Към 29 януари жертвите са над 100.

### Реакция на правителството
Мохамед ел Барадей призовава за същата настоятелност в свалянето на режима, както в Тунис. Има слухове, че Гамал Мубарак, син на президента и спряган за негов наследник, е излетял за Лондон на 25 януари, а точното местоположение на Хосни Мубарак е загадка. Египетската лира рязко се обезценява на стоковите борси. Властите налагат цензура на медиите и блокира телекомуникациите, както и социални мрежи като Фейсбук и Туитър. На 27 януари е прекъсната цялата интернет мрежа на Египет.
След полунощ 29 януари, в отговор на събитията от последните дни, президентът Мубарак изнася реч по националната телевизия, която е първото му официално появяване от дни насам, в която заявява, че „е заповядал оставка на правителството и че ще състави ново правителство на следващия ден“, но не смята да си подаде оставката. Обещава да „продължи с нови стъпки, които да подсигурят свободата на съдебната система и нейното правосъдие и още свободи за гражданите“, и че ще се предприемат мерки за „намаляване на безработицата, повишаване стандарта на живот, подобряване на услугите и помощ за бедните“. Той осъжда насилието при протестите и ги нарича „бунтове, които застрашават системата и заплашват да влошат живота на гражданите“. След речта протестите започват отново и призовават Мубарак да подаде оставка.
Същия ден е съставено ново правителство. За първи път от 30 години е избран вицепрезидент на Египет, началника на разузнаването Омар Сулейман, а Ахмад Шафик става министър-председател. Министърът на вътрешните работи Хабиб ел Адли е сменен с Махмуд Уагди.

## Международна реакция
- Еврокомисарят по външна политика Катрин Аштън предупреждава египетските власти, че народът има право да протестира и призовава: „Египетските власти трябва да уважават и защитават правата на гражданите, за да се запазят на власт.“[186]
- Бразилското правителство призовава за „политическо израстване, което се харесва на гражданите, без чужда намеса и съответстващо на настоящото икономическо и социално развитие“ и припомня: „Египет е важен партньор на Меркосур“.[187]
- Външният министър на Германия Гидо Вестервеле обявява, че е „много загрижен“ за ситуацията в Египет и призовава цялата световна общност да прояви загриженост и подкрепа към протестиращите.[186]
- Външният министър на Норвегия Юнас Гар Стьоре призовава египетските власти да се въздържат от насилие и да уважават основните политически права на гражданите. Той заявява: „Аз дълбоко съжалявам за онези, които загинаха при протестите. Свободата на словото и правото на протест са основни човешки права и основи на демокрацията. Големите протести свидетелстват за ограничение на свободата на словото в Египет.“[188]
- Членът на израелския Кнесет по труда Бинямин бен-Елиезер подкрепя Мубарак и се надява бунтовете да отшумят спокойно.[189]
- Секретарят по външните работи на Обединеното кралство Уилям Хейг призовава властите да проявят търпимост, да намалят употребата на насилие и да се „заслушат в причините“ за бунтовете.[190]
- Вицепрезидентът на САЩ Джо Байдън казва: „Ние призоваваме правителството да действа както трябва – да се опита да проведе преговори и да види кои от исканията на протестите са оправдани и кои – не“, въздържайки се да нарече Мубарак диктатор и призовавайки го да не пада в очите му.[35] Държавният секретар на САЩ Хилари Клинтън се изказва: „Египетското правителство има изключителна възможност да разбере исканията на египетския народ и започне политически, икономически и социални реформи, които да подобрят живота му и да помогнат на страната да се развива.“[191] Секретарят по медиите в Белия дом Робърт Гибс публикува в Туитър твърдения за „увеличаващото се насилие“ в Египет и призовава „правителството да уважава правата на египетския народ и да поднови достъпа до социалните мрежи и интернет.“.[192] Американският посланик Маргарет Скоуби по-късно се изказва: „призоваваме египетските власти да позволят мирни демонстрации на народа“.[191]